# Eurydike
Eurydike er en kvinde i græsk mytologi, der ifølge tragedien Antigone af Sofokles er gift med Kreon, konge af Theben. Da hun i tragedien erfarer, at hendes søn, Haimon, har dræbt sig selv, fordi hans forlovede, Antigone, har begået selvmord, forbander hun Kreon for den ulykke han har kastet over sin familie og dolker herefter sig selv.